# Руска партия на Естония
Руска партия в Естония е политическа партия в Естония. Нейна основна цел е да защитава интересите на руското малцинство. Участва във федерацията на руските партии в Европа.
Основана е през 1993 г. като Руски национален съюз. Представена е в местното самоуправление, на парламентарните избори в Естония през 2003 и 2007 г. получава 0,2% от гласовете. През 2012 г. партията се влива в Социалдемократическата партия.